# 体坛晨报
《体坛晨报》，原名《体育晨报》，是中国中央电视台体育频道（CCTV-5）的一档体育新闻类栏目，前身为《早安中国》的“早间体育新闻”和“媒体扫描”环节，通常在每天7:00直播。
节目于2005年9月2日起每日6:30播出，2018年1月1日起改为每日7:00播出。

## 简介
2001年4月16日，中国中央电视台体育中心新闻部推出早间新闻杂志节目《早安中国》，每期时长55分钟，每天7:00-7:55直播，9:00-9:55重播，设《早间体育新闻》、《媒体扫描》、《中国体育彩票》、《减肥纪实追踪》、《今日心情》五个子环节。
2005年9月2日，《体育晨报》脱胎自《早安中国》的新闻内容开播，当时安排在每天7:00-7:25直播，8:00-8:25重播。2007年1月1日，节目扩充为2小时，每天6:30-8:30直播。
2008年1月1日起，中国中央电视台体育频道临时更名为奥运频道，《体育晨报》临时更名为《你好，2008》并维持至北京奥运会正式比赛开始前。2008年北京奥运会期间，节目临时更名为《早安奥林匹克》。
《体育晨报》时长为1小时，每天7:00-8:00直播。节目采取一男一女双主播形式，开始时由主播播报北京天气及全国天气趋势（同时播放中央广播电视总台光华路办公区实时外景），之后是简明新闻和详细新闻报道；7:30左右开始，再次播出简明新闻和详细新闻报道，内容与7:00-7:30时段相近。如时间段内有赛事转播或其它安排，节目可能提前结束。如所转播赛事或大型赛会开闭幕式与节目时间段重叠，当日节目会停止播出。
2019冠状病毒病疫情爆发后，节目一度停摆。2024年5月20日起，CCTV-5恢复早间体育新闻节目，每天7:00-9:00播出《体坛晨报》。

## 主播
現任主播：王子涵、程河源、王中秀、张玉洁
代班主播：冷天爱、崔征、郭強、黃彬原